# Sorbus sambucifolia
Sorbus sambucifolia är en rosväxtart som först beskrevs av Adelbert von Chamisso och Schltdl., och fick sitt nu gällande namn av Max Joseph Roemer. Sorbus sambucifolia ingår i släktet oxlar, och familjen rosväxter. Inga underarter finns listade i Catalogue of Life.

## Bildgalleri

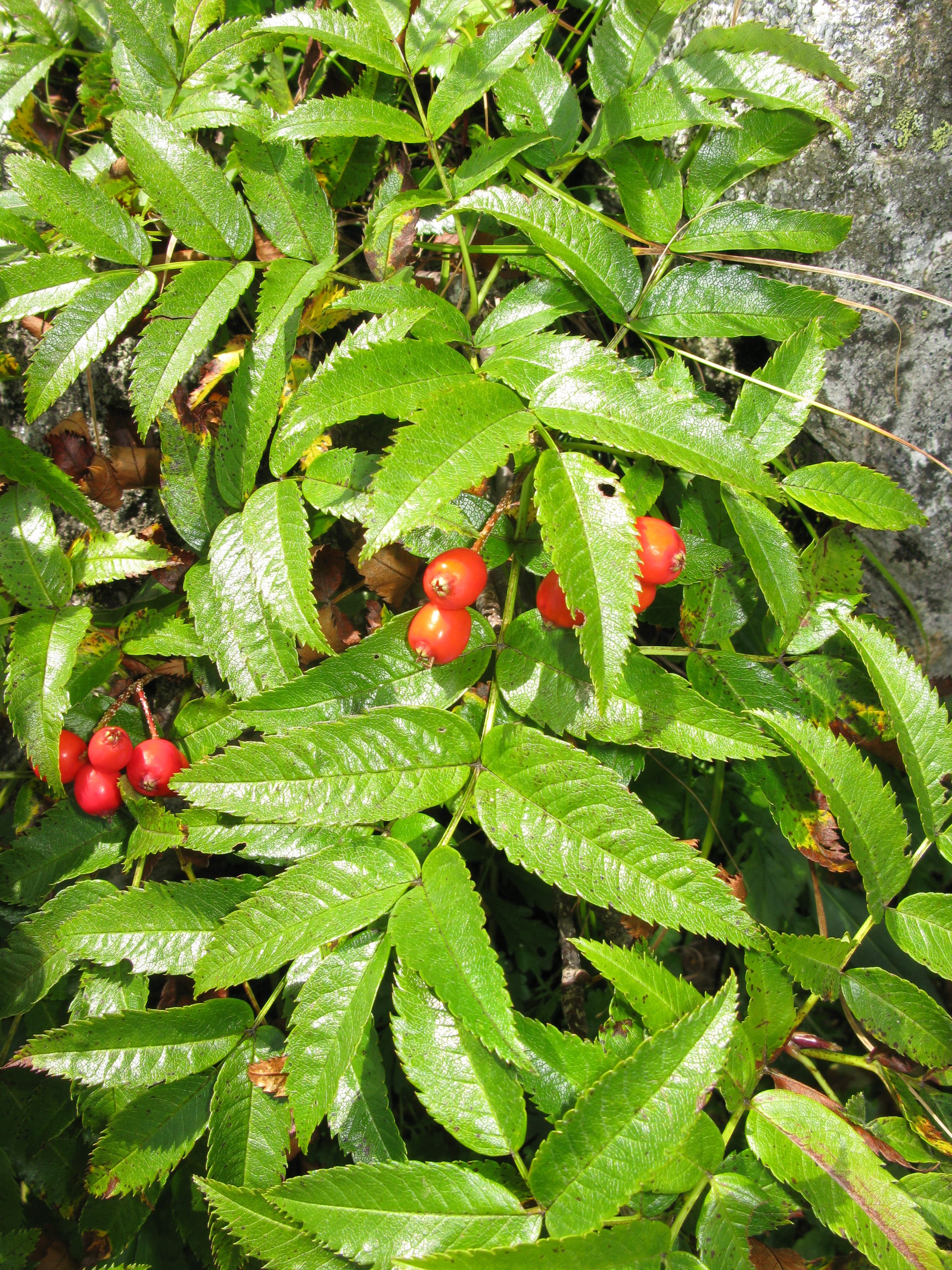
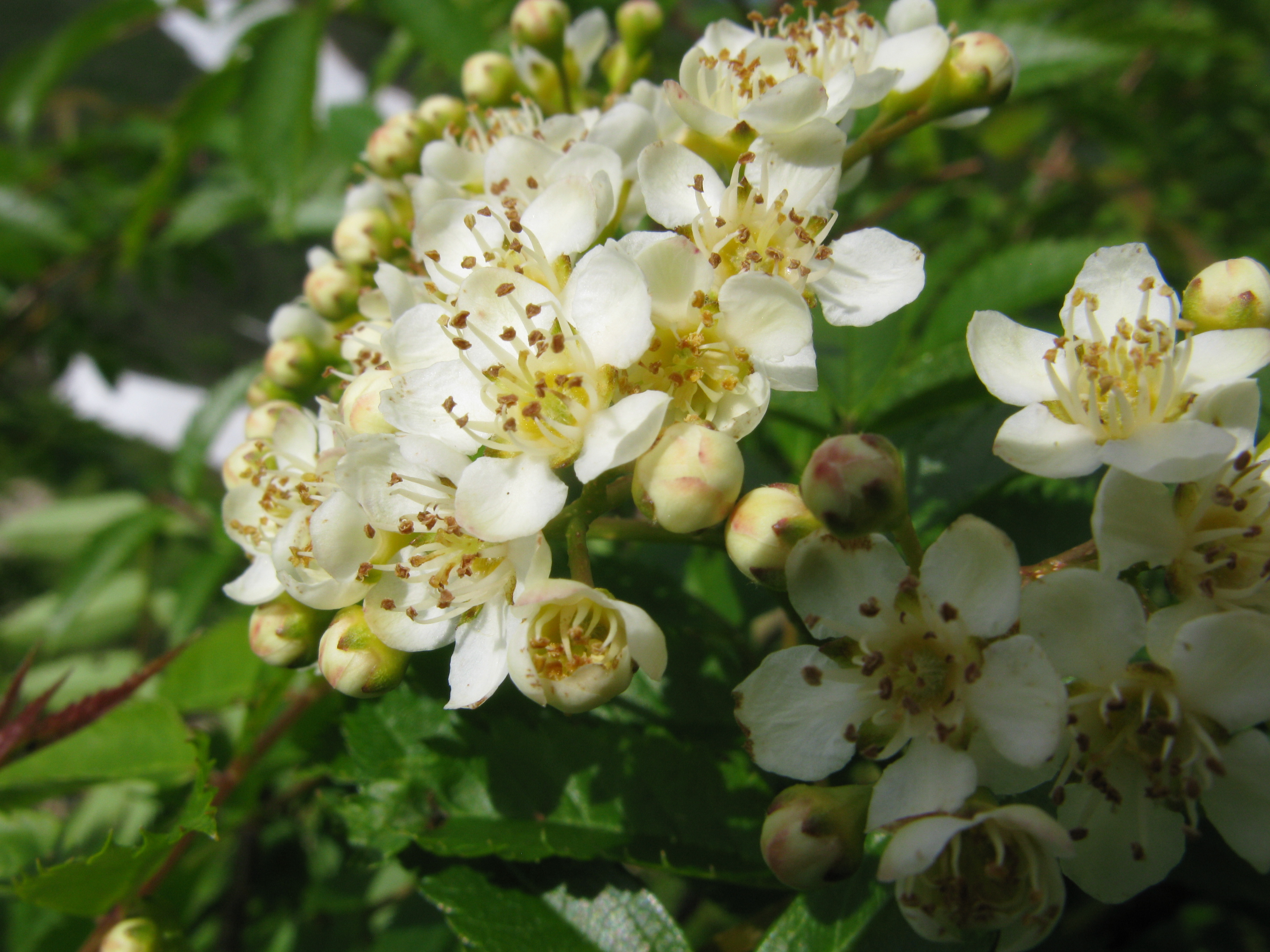
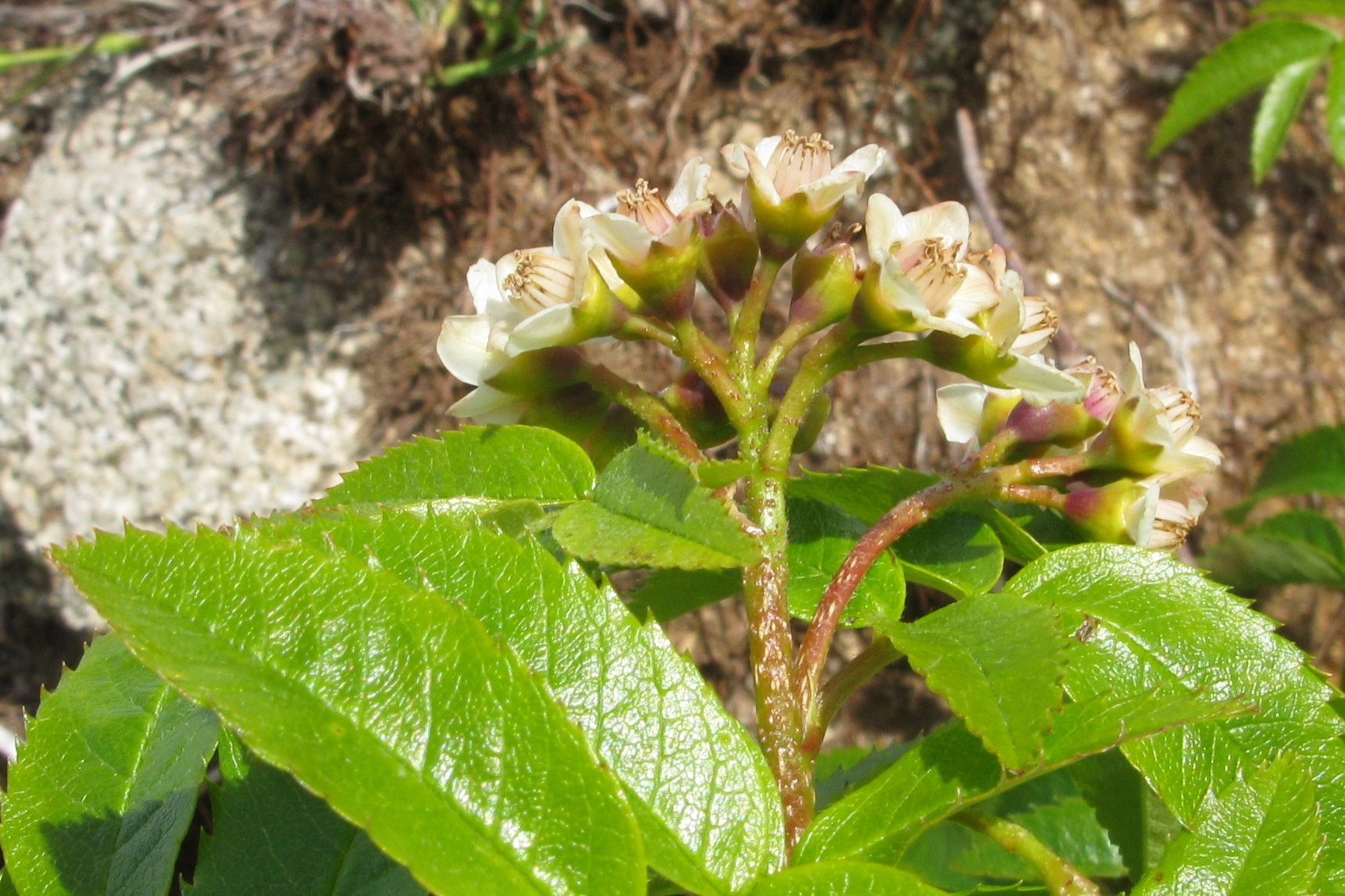
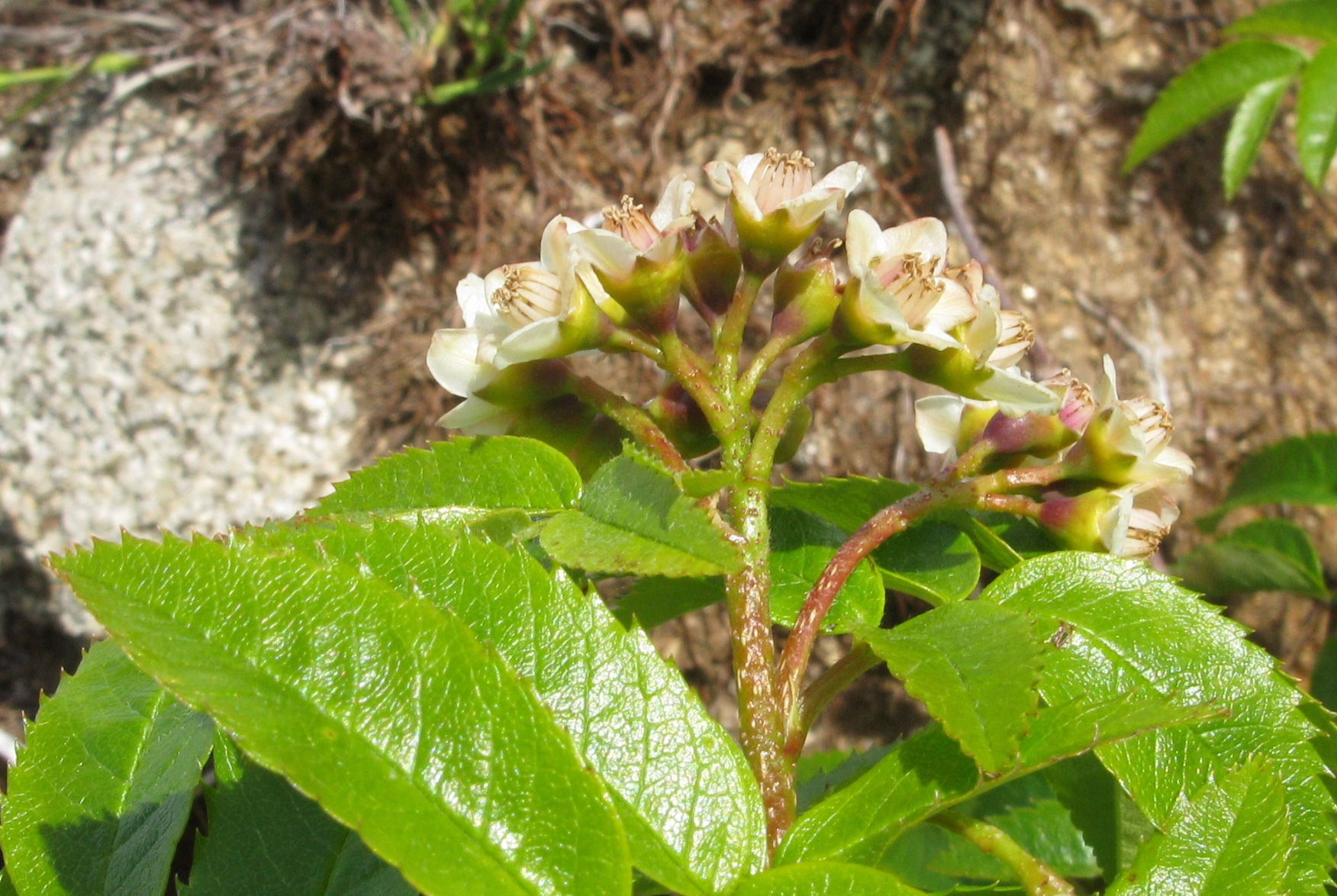